# Logania nehalemia
Logania nehalemia är en fjärilsart som beskrevs av Hans Fruhstorfer 1915. Logania nehalemia ingår i släktet Logania och familjen juvelvingar. Inga underarter finns listade i Catalogue of Life.